# Contarinia spiraeaphaga
Contarinia spiraeaphaga är en tvåvingeart som beskrevs av Fedotova 1988. Contarinia spiraeaphaga ingår i släktet Contarinia och familjen gallmyggor.
Artens utbredningsområde är Kazakstan. Inga underarter finns listade i Catalogue of Life.